# Трірвайлер
Трірвайлер (нім. Trierweiler) — громада в Німеччині, розташована в землі Рейнланд-Пфальц. Входить до складу району Трір-Саарбург. Складова частина об'єднання громад Трір-Ланд.
Площа — 18,42 км2. Населення становить 3786 ос. (станом на 31 грудня 2020).

## Галерея

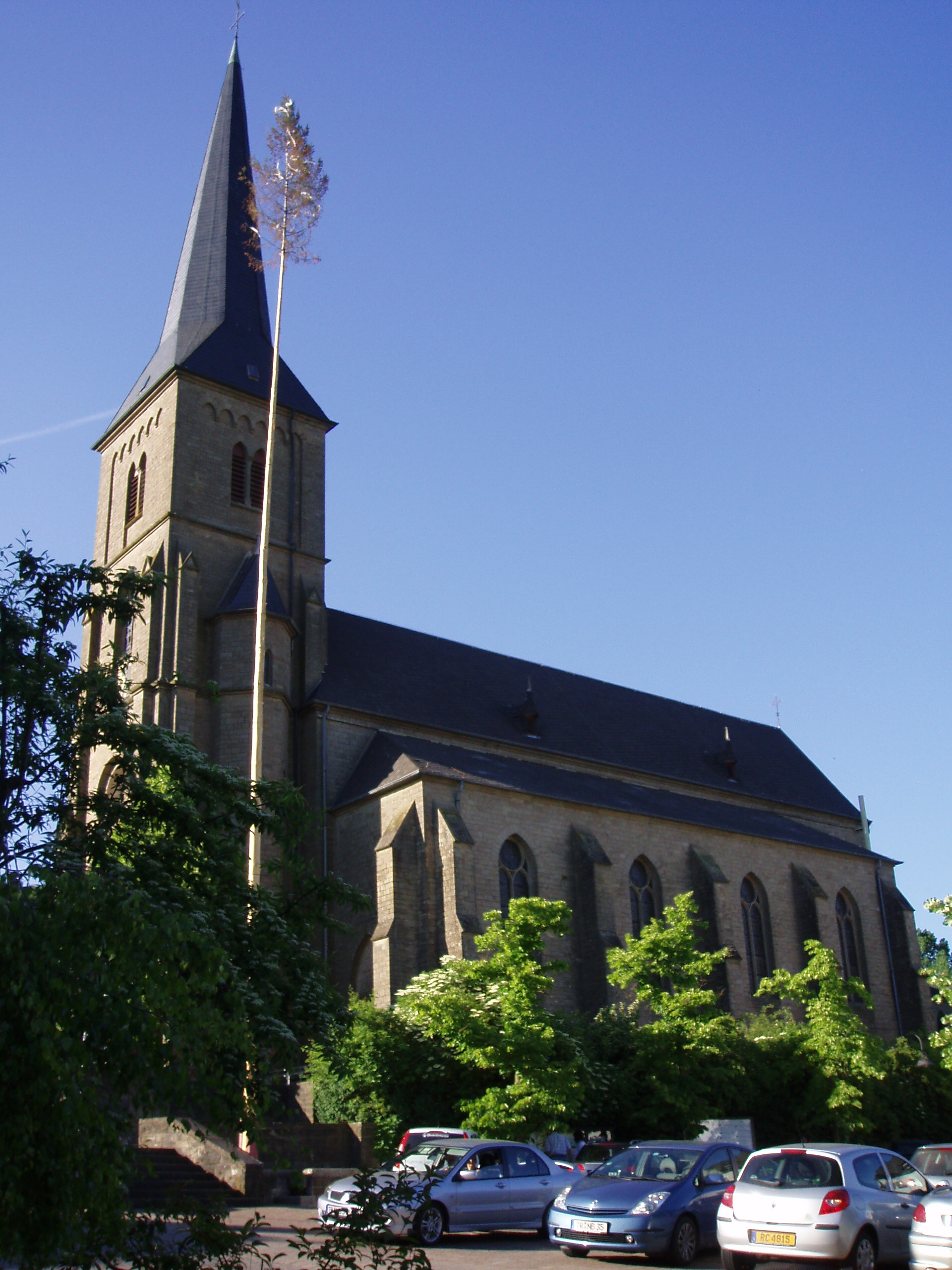
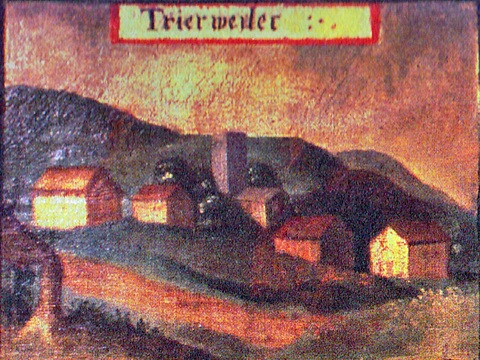